# Municipio de Fertile (condado de Walsh)
El municipio de Fertile (en inglés: Fertile Township) es un municipio ubicado en el condado de Walsh en el estado estadounidense de Dakota del Norte. En el año 2010 tenía una población de 250 habitantes y una densidad poblacional de 2,67 personas por km².

## Geografía
El municipio de Fertile se encuentra ubicado en las coordenadas 48°24′46″N 97°36′4″O / 48.41278, -97.60111. Según la Oficina del Censo de los Estados Unidos, el municipio tiene una superficie total de 93.51 km², de la cual 93,51 km² corresponden a tierra firme y (0 %) 0 km² es agua.

## Demografía
Según el censo de 2010, había 250 personas residiendo en el municipio de Fertile. La densidad de población era de 2,67 hab./km². De los 250 habitantes, el municipio de Fertile estaba compuesto por el 96 % blancos, el 1,6 % eran amerindios, el 2 % eran de otras razas y el 0,4 % eran de una mezcla de razas. Del total de la población el 3,2 % eran hispanos o latinos de cualquier raza.